# Tagbina
Tagbina est une localité de la province du Surigao du Sud, aux Philippines. En 2015, elle compte 38 833 habitants.